# 南会八路军前方总部旧址
南会八路军前方总部旧址，位于中华人民共和国山西省晋中市左权县麻田镇南会村，已列为山西省文物保护单位。

## 保护
2016年6月6日，南会八路军前方总部旧址由山西省人民政府公布为第六批山西省文物保护单位，编号5-142。